# Lshw
lshw ist ein Kommando unter Unix und GNU/Linux, das sehr detaillierte Informationen über die Peripheriegeräte eines Computers anzeigt.
- sudo lshw

Um den logischen Namen der Netzwerkschnittstelle unter Debian oder Ubuntu zu ermitteln (eth0 oder eth1 oder ... ) ist dieser Befehl oft notwendig, wenn das Linux-System in einer virtuellen Maschine wie VMware läuft, die zuvor kopiert oder dupliziert wurde.

Folgend als Beispiel die Ausgabe in einem Ubuntu LTS 10.04 innerhalb von VMware, wobei in diesem Fall die Netzwerkschnittstelle eth0 heißt:
```
sudo
 
lshw
 
-C
 
network

 
*-network

       
description:
 
Ethernet
 
interface

       
product:
 
79c970
 
[
PCnet32
 
LANCE
]

       
vendor:
 
Hynix
 
Semiconductor
 
(
Hyundai
 
Electronics
)

       
physical
 
id:
 
1

       
bus
 
info:
 
pci@0000:02:01.0

       
logical
 
name:
 
eth0

       
version:
 
10

       
serial:
 
00
:0c:29:1e:33:b9

       
size:
 
1Gbit/s

       
capacity:
 
1Gbit/s

       
width:
 
32
 
bits

       
clock:
 
33MHz

       
capabilities:
 
bus_master
 
rom
 
ethernet
 
physical
 
logical
 
tp
 
1000bt-fd

       
configuration:
 
autonegotiation
=
off
 
broadcast
=
yes
 
driver
=
vmxnet
 
driverversion
=
2
.0.8.0
 
duplex
=
full
 
firmware
=
N/A<br
 
/>

        
ip
=
192
.168.1.200
 
latency
=
64
 
link
=
yes
 
maxlatency
=
255
 
mingnt
=
6
 
multicast
=
yes
 
port
=
twisted
 
pair
 
speed
=
1Gbit/s

       
resources:
 
irq:19
 
ioport:2000
(
size
=
128
)
 
memory:dc400000-dc40ffff
sudo
 
lshw
 
-C
 
network
 
|
 
grep
 
"logical name"

  
logical
 
name:
 
eth0

```

## Verwandte Befehle
- lspci ein Hilfsprogramm, das PCI-Busse abfragt und dafür /proc heranzieht,
- hwinfo für Abfragen zur gesamten Hardware,
- lsusb für alle USB-Hardware,
- linuxinfo,
- hdparm, ein Hilfsprogramm, das auf /proc/ide beruht (beispielsweise Festplatten).